# Janina Richter
Janina Richter (* 25. Juni 1955 in West-Berlin) ist eine deutsche Synchronsprecherin, Synchronregisseurin, Dialogbuchautorin und Schauspielerin.

## Leben und Werk
Die Schwester von Ilja Richter ist das vierte Kind der Eheleute Eva und Georg Richter. Zusammen mit ihrem Bruder kam sie 1962 in dem Musikfilm So toll wie anno dazumal an der Seite von Peter Kraus zu ihrem ersten Filmauftritt. Sie spielte dabei einen Jungen, weshalb Harald Juhnke ihr für ein Zeitungsfoto die Haare abschnitt.
Zu Beginn der 70er Jahre wurde Janina Richter als temperamentvolle Sketch-Partnerin ihres Bruders in der Musiksendung Disco bekannt. Zudem arbeitete sie als vielbeschäftigte Synchronsprecherin. Sie lieh ihre Stimme unter anderem wiederholt Heather Locklear, Meg Ryan und Winona Ryder. Für die deutschsprachige Fassung der Fernsehserie Friends schrieb sie das Dialogbuch und führte Synchronregie.
2003 stand sie im Studiotheater des Essener Rathauses mit ihrem Bruder in Ein Ilja kommt selten allein gemeinsam auf der Bühne.
2022 war sie zu Gast bei einem Interview mit Sven Plate auf seinem Youtube-Kanal SVEN PLATE DEREINMINUTENSTAR.

## Filmografie
- 1962: So toll wie anno dazumal
- 1968: Erotik auf der Schulbank
- 1971: Zwanzig Mädchen und die Pauker
- 1971–1973: Disco (Serie)
- 1984: Das doppelte Pensum (TV-Serie)

## Synchronrollen (Auswahl)
Heather Locklear
- 1984: als Victoria „Vicky“ Tomlinson McGee in Der Feuerteufel
- 1985: als June Edwards in Ein Colt für alle Fälle
- 1985: als Patty Samuels in Love Boat
- 1991: als Sammy-Jo Carrington in Denver – Die Entscheidung
- 1992: als Betsy in Eiskaltes Biest – Büro brutal

Jennifer Tilly
- 1989: als Monica Noran in Die fabelhaften Baker Boys
- 1993: als Stacy in Made in America
- 2003: als Madame Leota in Die Geistervilla

Meg Ryan
- 1986: als Carole in Top Gun – Sie fürchten weder Tod noch Teufel
- 1988: als Donna Caldwell in Presidio

### Filme
- 1966: Robin Mattson als Lisa Rand in Namu, der Killerwal
- 1969: Fiona Lewis als Lin in Ein Pechvogel namens Otley
- 1972: Lisa Eilbacher als Caroline in Der Krieg zwischen Männern und Frauen
- 1976: Kay Lenz als Thursday in Der Supermann des Wilden Westens
- 1982: Évelyne Bouix als Fantine in Die Legion der Verdammten
- 1983: Carole André als Ena in Einer gegen das Imperium
- 1984: Jennifer Runyon als Studentin in Ghostbusters – Die Geisterjäger
- 1984: Hanna Zetterberg als Ronja in Ronja Räubertochter
- 1985: Cherie Currie als Annie in Jeanies Clique
- 1985: Felicity Dean als Sarah in Wasser – Der Film
- 1987: Wendy Schaal als Wendy in Die Reise ins Ich
- 1988: Blanca Estrada als Norma in Die Saat der Angst
- 1990: Kelly Wolf als Jane Wisconsky in Nachtschicht
- 1991: Halle Berry als Vivian in Jungle Fever
- 1995: Sylvia Syms als Myrtle Robbins in The Big Job
- 1997: Bernadette Peters als Cinderellas Stiefmutter in Cinderella
- 2007: Sanne Wallis de Vries als Nicolette in Killer Babes

### Serien
- 1963: Carole Evern als Mary in Mr. Ed
- 1967: Adrienne Hayes als Vicky in Auf der Flucht
- 1975: Mimi Maynard als Pam Morgan in Die knallharten Fünf
- 1982: Tami Barber als Beverly in Dallas
- 1982: Dominique Dunne als Christy Ferrin in Hart aber herzlich (Feuriges Wochenende)
- 1984: Heidi Bohay als Emily in Hart aber herzlich (Mit Degen und Revolver)
- 1984: Melanie Vincz als Melanie in Hart aber herzlich (Selbstdarstellung)
- 1985: Perrine in Perrine
- 1989: Adrienne Hayes als Amy Bishop in Bonanza
- 2003: Nikita Ager als Poppy in Friends
- 2006: Ingrid Tesch als Angela in Masters of Horror